# Wyman Township
Wyman Township est l'un des trente-sept townships du comté de Washington, en Arkansas, aux États-Unis,.